# Aradus blaisdelli
Aradus blaisdelli är en insektsart som beskrevs av Van Duzee 1920. Aradus blaisdelli ingår i släktet Aradus och familjen barkskinnbaggar. Inga underarter finns listade i Catalogue of Life.